# Saturn SL
O SL foi um automóvel fabricado pela Saturn, divisão da General Motors americana, entre 1990 e 2002, na configuração sedã (chamada de SL) e nas derivações coupé (SC) e perua (SW).

## História
Ao criar a Saturn, a General Motors tinha por intenção oferecer uma linha de veículos mais sofisticada, econômica e moderna, com design avançado e foco principal nos concorrentes nipo-americanos da época, Civic e Corolla. A série S, primeira linha de automóveis da companhia, surgiu em 1990 com o SL e completou-se nos anos seguintes com o SC e a SW(coupé e perua, respectivamente).
A segunda geração surgiu em 1996 e seguiu até 2002 quando a produção foi encerrada para dar lugar ao Ion.

## Galeria

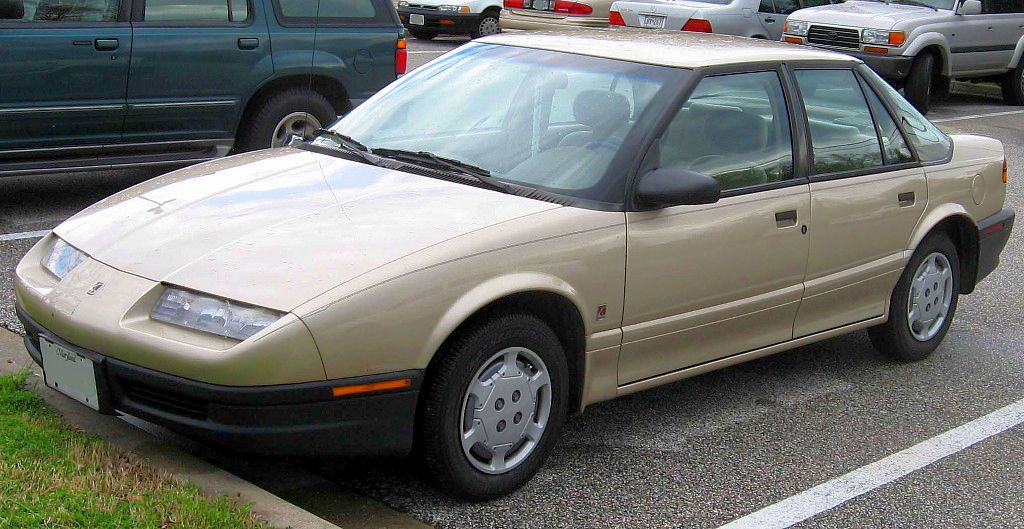
Saturn SL (1991)
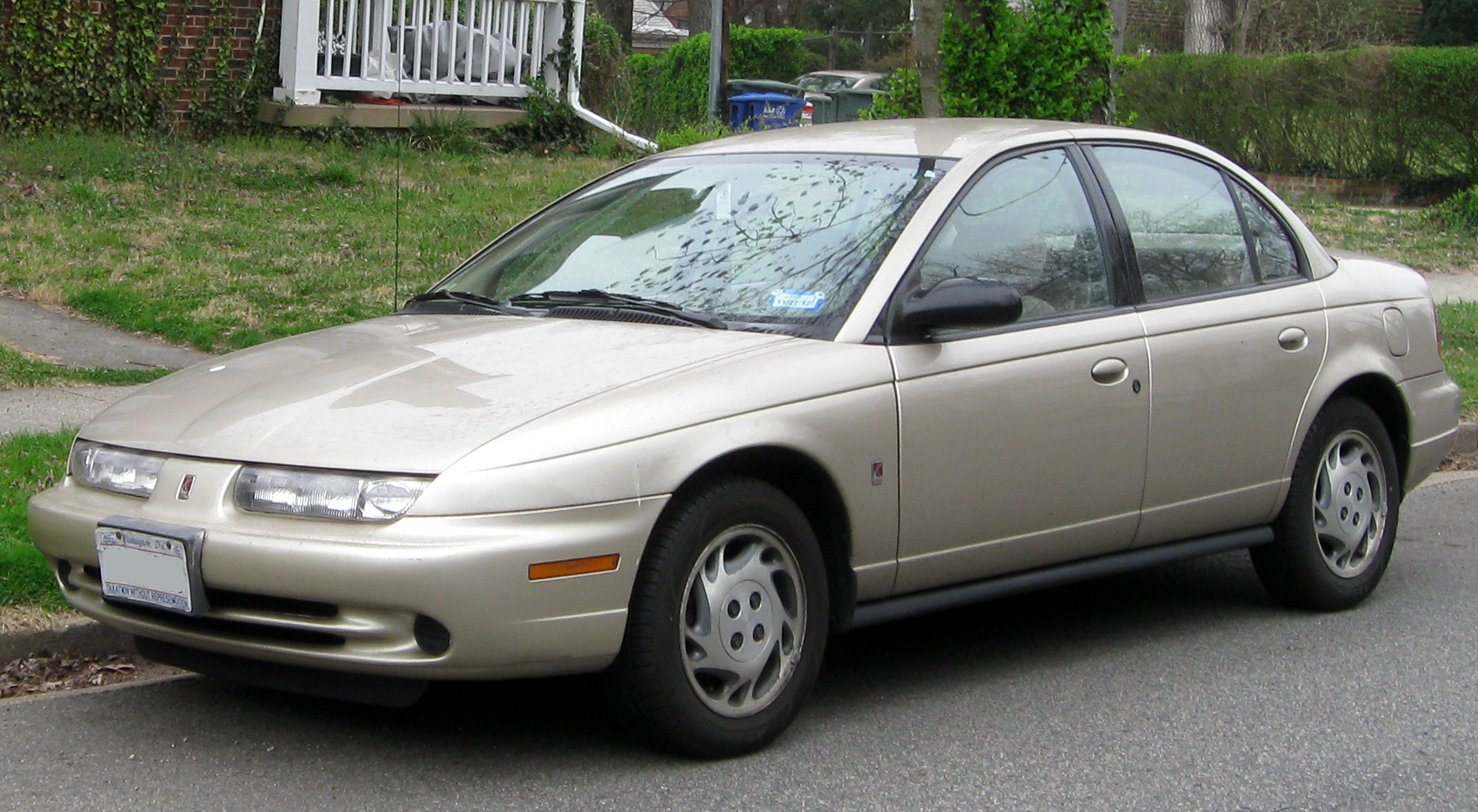
Saturn SL (1996)
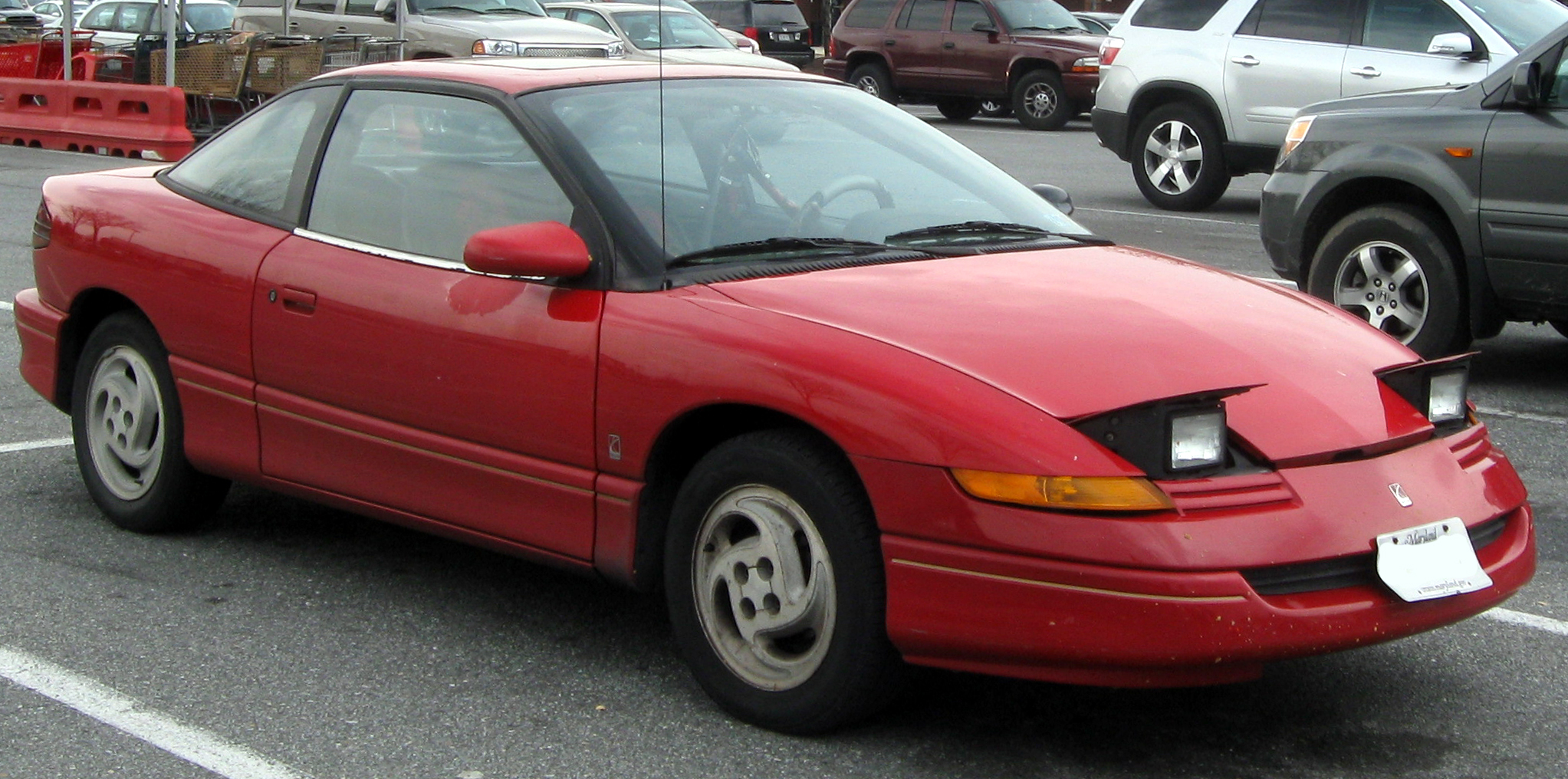
Saturn SC (1995)
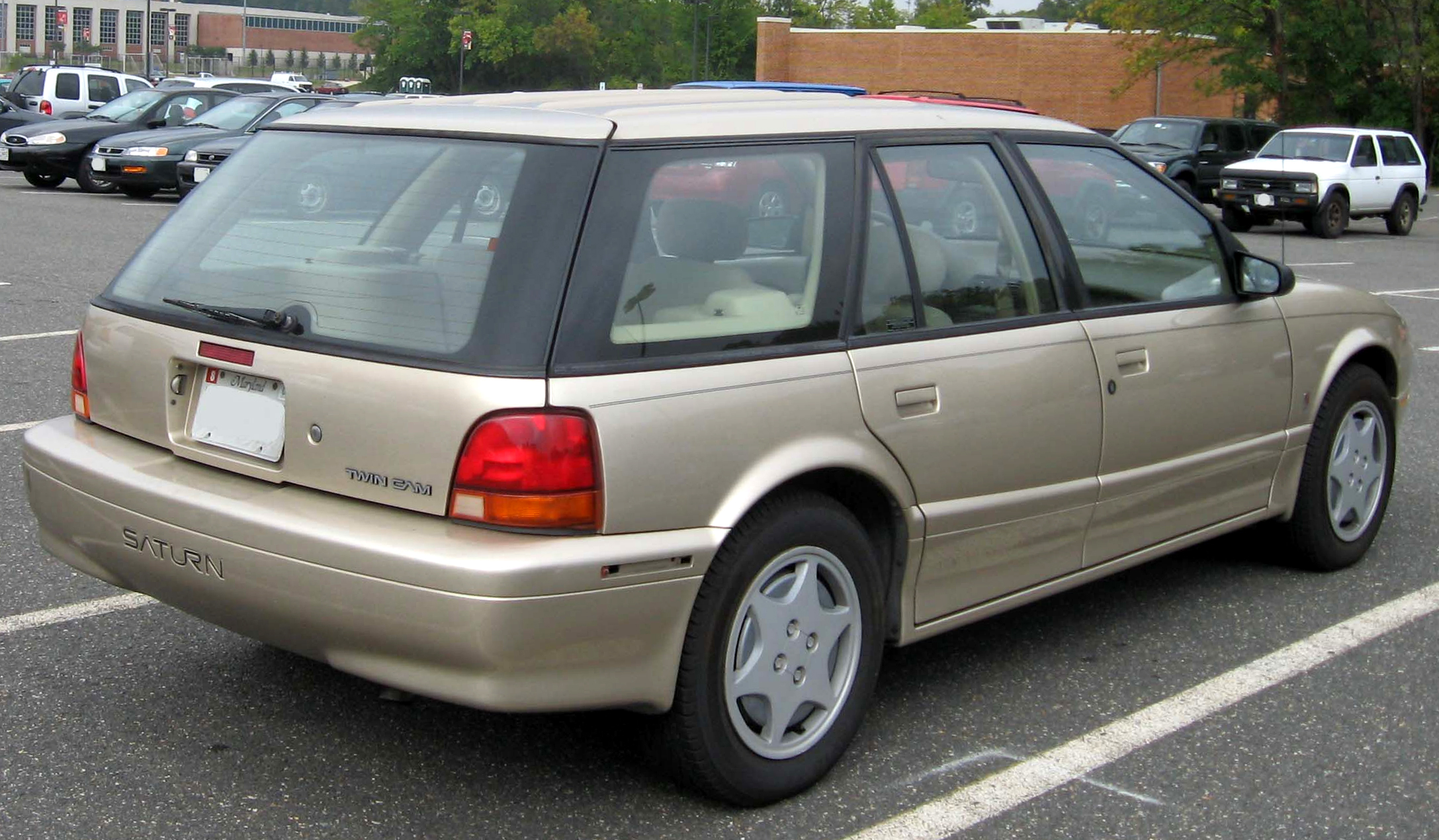
Saturn SW (1995)